# Jean-Paul Dupont
Pour les articles homonymes, voir Dupont.
Jean-Paul Dupont (né le 28 décembre 1946 en France) est un joueur de football français, qui évolue au poste de défenseur.

## Biographie
Il joue 14 matchs en Division 1 avec les Girondins de Bordeaux, marquant un but.